# Honorata
Honorata  (ucraniano: Гонората) es una localidad del Raión de Kotovsk en el Óblast de Odesa de Ucrania. Según el censo de 2001, tiene una población de 698 habitantes.